# الرعاية الصحية في السعودية
نظام الرعاية الصحية في المملكة العربية السعودية يمكن أن يصنف على أنه نظام وطني لتقديم خدمات الرعاية الصحية المجانية للمواطنيين من خلال عدد من الوكالات الحكومية. وفي الوقت الراهن يلاحظ الدور المتنامي والزيادة في المشاركة من قبل القطاع الخاص في تقديم خدمات الرعاية الصحية.
ويبلغ حالياً إجمالي عدد الأسرة في المستشفيات السعودية نحو 64 ألفا و188 سرير، منها نحو 38 ألفا و970 سريرا تابعة لوزارة الصحة، و11 ألفا و43 سريرا تابعة للقطاعات الحكومية الأخرى، أما القطاع الخاص فلديه نحو 14 ألفا و165 سريرا.

## التاريخ
في عام 1925م (1343هـ)، كانت بداية الاهتمام بالوقاية والصحة، وذلك بعدما أصدر الملك عبد العزيز آل سعود مرسوم ملكي بإنشاء مصلحة الصحة العامة عام ومقرها مكة المكرمة، على أن تكون لها فروع أخرى في شتى المناطق. وبعد فترة وجيزة وتحديدًا في عام 1925م (1344هـ) أنشئت مديرية الصحة العامة والإسعاف؛ بهدف الاهتمام بشؤون الصحة والبيئة، والعمل على إنشاء المستشفيات والمراكز الصحية في جميع أنحاء المملكة، وواكب ذلك إصدار اللوائح التنظيمية؛ لضمان ممارسة مهنة الطب والصيدلة، وفق عدد من الضوابط والمعايير التي أسهمت في تحسين قطاع الصحة وتطويره في المملكة. وبحلول عام 1926م تم افتتاح أول مدرسة للتمريض وتلاها افتتاح مدرسة للصحة والطوارئ في عام 1927م.
في عام 1951م انطلقت الخدمات الصحية بصورة موسعة وذلك بعد أن تم إنشاء وزارة للصحة. مرسوم وزاري اُصدر في عام 1980م، أدى إلى إنشاء دمج إداريا للمستوصفات القائمة والمراكز الصحية ومكاتب الصحة ومراكز صحة الأم والطفل (صحة الأم والطفل) في وحدة واحدة. وقبل نهاية عقد الثمنينات من القرن العشرين، كان هناك 253 مستشفى بسعة 38٫955 سرير، و1٫640 مركز رعاية صحية أولية. نسبة الوظائف التي يشغلها المواطنين السعوديين في قطاع الصحة منخفضة جدا. ويمثل المواطنين السعوديين 13% من الأطباء (22633 الأطباء)، و11.2% في التمريض (45٫840 الممرضات) و38% من الفنيين الصحيين (25192 الفنيين الصحيين). وفي عام 1993م كان إجمالي عدد المستشفيات 281 بسعة 41789 سرير، و1٫707 مركز رعاية صحية أولية. وارتفعت نسبة الوظائف التي يشغلها مواطنون سعوديون إلى 22.7% للأطباء و24.5% لطاقم التمريض و41.8% للفنيين الصحيين.
في عام 1970م بدأت أول خطة من خطط الحكومة الخمسية (لمدة خمس سنوات) وذلك بتعزيز التنمية والتطوير في مجموعة متنوعة من المجالات، بما في ذلك الرعاية الصحية، والخطة تهدف فقط بإنشاء البنية التحتية اللازمة للمستشفيات والعيادات والصيدليات والمختبرات ومرافق الأبحاث، وكذلك التعاقد مع الموظفين الأجانب للعمل في المنشآت وتشجيع السعوديين لممارسة المهن في مجال الرعاية الصحية. وفي عام 1970م كان هناك 74 مستشفى بسعة 9٫039 سريرا.
في نهاية عام 2000م كانت المؤشرات الرئيسية التي يقدمها القطاع الخاص على النحو التالي:
- 87 مستشفى خاص، وبسعة 8٫485 سريرا.
- 273 مخازن أدوية.
- 3٫208 صيدلية.
- 622 مستوصف خاص.
- 785 عيادة خاصة.
- 45 مختبر طبي.
- 11 مركز للعلاج الطبيعي.

في عام 2002م تم تأسيس نظام الصحة السعودية بموجب مرسوم ملكي لضمان توفير شامل ودمج الرعاية الصحية لجميع السكان في المملكة العربية السعودية بطريقة عادلة الذهن، نظمت وبأسعار معقولة. في عام 2004م كان هناك 1848 مركزا للرعاية الصحية الأولية، وكان إجمالي عدد المستشفيات 200. زادت وزارة الصحة (MOH) الميزانية من 2.8% من الميزانية الوطنية الإجمالية في عام 1970م إلى 6.4% في عام 2004م. في عام 2006م كان هناك 20.4 الأطباء والممرضات 35.4 لكل 10.000 من السكان. في عام 2008م كان عدد المراكز الرعاية الصحية 1925 مركزا في مختلف أنحاء المملكة، و220 المستشفيات التي اعتمدت نظام الإحالة التي وفرت الرعاية العلاجية لجميع أفراد المجتمع من مستوى الممارسين العامين في مراكز الرعاية الصحية إلى سالف الخدمات العلاجية متخصص في تكنولوجيا من خلال قاعدة عريضة من المستشفيات العامة والمتخصصة.
حاليا والخدمات الصحية في الرياض مرت بعدة مراحل حتى وصلت إلى الصورة التي نجدها اليوم والتي شملت تطوير القوى العاملة، وشملت المستشفيات ومراكز الرعاية الصحية الأولية وخدمات الطوارئ والإسعاف، وكذلك تطوير القطاع الخاص (الربحية وغير الربحية).
الإحصاءات الأخيرة الصادرة عن وزارة الصحة للحجيرة العام 1431، وهو ما يعادل عموما إلى عام 2009م، وتبين ما مجموعة 415 مستشفى في المملكة، مع 58126 سريرا. كانت البلاد أيضا 16 حكومة وخمس كليات خاصة للطب و12 حكومة وسبع كليات خاصة طب الأسنان، و15 حكومة وستة الكليات الخاصة الصيدلة.
وتشغل وزارة الصحة 62% من المستشفيات و53% من العيادات والمراكز، ويتم تشغيل المرافق المتبقية من قبل الوكالات الحكومية، بما فيها وزارة الدفاع، والحرس الوطني، ووزارة الداخلية، وعدد من الوزارات الأخرى، وكذلك من قبل الكيانات الخاصة.

## نظرة عامة

### الرعاية الصحية
وزارة الصحة هي المسؤولة عن الإشراف على خدمات الرعاية الصحية والمستشفيات في القطاعين العام والخاص، وتقديم نظام التغطية الصحية الشاملة.

### نظام الرعاية الصحية
نظام الرعاية الصحية السعودي مكون من مستويين:
- المستوى الأول: هو عبارة عن شبكة من مراكز الرعاية الصحية الأولية والعيادات، والتي توفر الخدمات الوقائية، ومتابعة ما قبل الولادة، والطوارئ، والخدمات الأساسية، فضلا عن العيادات المتنقلة في المناطق الريفية النائية.
- المستوى الثاني: هو عبارة عن مستشفيات ومرافق معالجة متخصصة تقع في المناطق الحضرية.

## تركيبة المرافق الصحية
تتكون المرافق الصحية في السعودية على النحو التالي:

### مستشفيات وزارة الصحة
تقدم الخدمة الصحية لعامة الناس، وتتواجد في كل من المدن الكبيرة والقرى الصغيرة في جميع أنحاء المملكة العربية السعودية.

#### المدن الطبية
تشغل وزارة الصحة 5 مدن طبية على النحو التالي: المدن الطبية 
- مدينة الملك فهد الطبية: تقع في مدينة الرياض، بسعة إجمالية من (1095) سريرا، وتضم المدينة أربعة مستشفيات وأربعة مراكز وهي:[3]
  - المستشفى الرئيس.
  - مستشفى النساء التخصصي.
  - مستشفى الأطفال.
  - مستشفى التأهيل.
  - مركز الأمير سلمان لطب وجراحة القلب.
  - مركز العلوم العصبية.
  - مركز الأمير سلطان لأمراض الدم والأورام.
  - المركز التخصصي للسكري والغدد الصم.
- مدينة الملك سعود الطبية تقع في مدينة الرياض، بسعة 1500 سرير، وتتألف من ثلاث مستشفيات ومركزان تخصصيان وهي:
  - المستشفى العام.
  - مستشفى النساء والتوليد.
  - مستشفى الأطفال.
  - مركز الأسنان.
  - مركز الملك فهد لمرضى الفشل الكلوي.
- مدينة الملك عبد الله الطبية، مكة المكرمة.
- مستشفى الملك خالد التخصصي للعيون.
- مستشفى الملك فهد التخصصي الدمام.
- مركز الأمير سلمان لأمراض الكلى.

## المستشفيات العسكرية
المستشفيات العسكرية تقدم خدماتها لأفراد القوات المسلحة السعودية وأفراد أسرهم، وفقا للفرع الجيش الذي يخدم فيه الفرد.

### الحرس الوطني السعودي
الحرس الوطني هو أحد افرع القوات المسلحة السعودية، ويشارك في الدفاع عنها ضد التهديدات الخارجية والتهديدات الداخلية. وتملك الشؤون الصحية للحرس الوطني الشؤون الصحية بالحرس الوطني عدة مستشفيات، تقدم الرعاية الصحية لمنسوبي الحرس الوطني السعودي وعائلاتهم:
- مدينة الملك عبد العزيز الطبية للحرس الوطني - الرياض (690 سرير، سابقا مستشفى الملك فهد للحرس الوطني)؛[4] في جميع أنحاء المملكة. وهي تعتمد أيضا نظام الإحالة الذي يوفر الرعاية العلاجية لجميع أفراد المجتمع من مستوى الممارسين العامين في المراكز الصحية إلى خدمات متخصصة التكنولوجيا المتقدمة العلاجية من خلال قاعدة عريضة من المستشفيات العامة والمتخصصة (220 المستشفيات).[4] وزارة الصحة تعتبر الوكالة الحكومية الرئيسية المسؤولة عن إدارة وتخطيط وتمويل وتنظيم قطاع الرعاية الصحية. كما تقوم وزارة الصحة الإشراف العام ومتابعة الأنشطة المتعلقة الرعاية الصحية التي يقوم بها القطاع الخاص. وبالتالي فإن وزارة الصحة يمكن أن ينظر إليه باعتباره الخدمة الصحية الوطنية (NHS) لجميع السكان.[5]

هناك أيضا ثلاثة أخرى صغيرة NHS الذي التمويل وتقديم الرعاية الأولية والرعاية الثانوية والثالثية إلى السكان المسجلين محددة قوات الأمن والقوات المسلحة: وزارة الدفاع والطيران (MODA)، وزارة الداخلية والحرس الوطني السعودي (الحرس الوطني). بالإضافة إلى هذه الوكالات، وهناك عدة وكالات حكومية مستقلة والتي هي المسؤولة عن تقديم وتمويل خدمات الرعاية الصحية في المملكة العربية السعودية. تقدم وزارة التعليم الرعاية الصحية الأولية الفورية للطلاب. تعمل وزارة العمل والشؤون الاجتماعية للمؤسسات منازل المتخلفين عقليا والحاضن للأيتام. توفر هذه المرافق ضيوفهم كمية معينة من الرعاية الطبية. المؤسسة العامة للتأمينات الاجتماعية والرئاسة العامة لرعاية الشباب (الهيئة العامة للرياضة حاليا) تقديم الخدمات الصحية لفئات معينة من السكان في اتصال مع إدارتها لمرافق الرياضة. تقدم الهيئة الملكية للجبيل وينبع المرافق الصحية للعاملين والمقيمين في المدينتين الصناعية (الجبيل وينبع). الخطوط الجوية العربية السعودية تعمل مرافق الرعاية الصحية الخاصة بها وذلك بهدف توفير خدمات الرعاية الصحية لموظفيها. توفر الجامعات في المملكة، من خلال كلياتهم الطبية أو المستشفيات، والخدمات العلاجية المتخصصة وبرامج التعليم الطبي والتدريب، في حين أنها أيضا إجراء البحوث الصحية بالتعاون مع المراكز البحثية الأخرى.
الحكومة أيضا التمويل وتوفر الرعاية على أساس الإحالة في مستشفياتها الرئيسية الوطنية المتخصصة الرعاية الثالثية الإحالة مستشفى الملك فيصل التخصصي ومركز الأبحاث ومستشفى الملك خالد التخصصي للعيون. مستشفى الملك فيصل التخصصي ومركز الأبحاث يستخدم تقنيات متقدمة للغاية ويكون بمثابة مستشفى مرجعي للحالات التي تتطلب متقدمة والعلاج المتخصص، في حين أنه تجري أيضا أبحاث حول القضايا الصحية بشكل عام وتلك المتعلقة المملكة على وجه الخصوص. تم تصميم مستشفى الملك خالد التخصصي للعيون ليكون أحد المرافق الصحية الكبيرة التي تقدم خدمات ذات جودة عالية متخصصة لجراحة العيون وجراحة العيون والطب فضلا عن كونها مركز البحوث الإقليمية في مجال طب العيون. يحتوي المستشفى أيضا بنك القرنية المستوردة التي يتم تخزينها القرنيات.

## الميزانية
كان الميزانية المخصصة لقطاع الصحة من قبل وزارة الصحة في:
- عام 1956: 39,549,458 ريال سعودي.
- عام 1958: 68,480,000 ريال سعودي.
- عام 1960: 116,395,000 ريال سعودي.
- عام 2009: 40,430,000,000 ريال سعودي.
- عام 2010: 61,200,000,000 ريال سعودي.
- عام 2011: 68,700,000,000 ريال سعودي. [2]

## جمعية الهلال الأحمر السعودي
تتعهد جمعية الهلال الأحمر السعودي دورا هاما وفعالا في توفير خدمات الطوارئ في مرحلة ما قبل المستشفى، إما في مسرح الحوادث أو أثناء نقل المرضى إلى المستشفيات. المجتمع تتعهد أيضا مهمة فريدة من نوعها من خلال تقديم مثل هذه الخدمات للحجاج خلال موسم الحج والعمرة في الأماكن المقدسة في مكة المكرمة والمدينة المنورة.
تقوم الهيئة في سبيل تحقيق الهدف بما يلي:
- الاستعداد والعمل في زمن السلم وفي زمن الحرب بصفتها مساعدة للإدارات الطبية في القوات المسلَّحة على سبيل التعاون والتكامل لصالح جميع ضحايا الحرب المدنيين والعسكريين في جميع الأحوال المنصوص عليها في اتفاقيات جنيف، وعلى الأخص نقل المرضى والجرحى وإنشاء مستشفيات الهلال الأحمر في المواقع التي تحددها القيادات الحربية وإعداد وسائل نقل ومساعدة منكوبي الحرب والأسرى والتوسط في تبادل المراسلات الخاصة بهم سواء في داخل المملكة أو خارجها.
- تخزين المهمات ومعدَّات الإيواء والأدوية وجميع ما يلزم لعلاج المرضى والجرحى والعناية بالأسرى.
- توفير الإسعافات العاجلة الضرورية لضحـايا الحوادث والكوارث والنكبات العامة.
- نقل المرضى والمصابين فـي الحوادث والمسـاهمة فـي علاجهم والاشتراك في محاربة الأوبئـة وتقديم الخدمات الطبية والاشـتراك فـي نشـر الثقافـة الصحية وإنشاء وإدارة المستشـفيات والمسـتوصفات والعيادات والصيدليات ومراكز الإسـعاف ونقل الدم.
- تقديم الخدمات الصحية والمساعدات الطبية لحجاج بيت الله الحرام ورعايتهم صحياً بالتعاون مع الإدارات المختصَّة.
- النهوض بمهمَّة التمريض والعمل على تدبير الممرضين والممرضات، وتدريبهم على أعمال المستشفيات وحالات الطوارئ وكذلك الاختصاصيين والمساعدين والاجتماعيين وغيرهم ممن يحتاج إليهم لتحقيق أغراضها، سواء كانوا من المتفرِّغين أو المتطوِّعين، ويكون ذلك على الأخص إمَّا بدورات تدريبية أو بإنشاء مدراس الإسعاف والتمريض أو المساعدة في إنشائها.
- تأمين وسائل الإسعاف الأولي في مكان الحادث، ونقل المرضى والمصابين إلى مراكز العلاج.
- المساهمة في الخدمات الإنسانية والاجتماعية بما يتفق ورسالة الهلال الأحمر.
- نشر أغراض الهلال الأحمر ومبادئه الإنساني الإنسانية.
- توثيق الصلات وتبادل المعونات الممكنة بينها وبين جمعيات الهلال والصليب الأحمر الدولية وغيرها من الهيئات المماثلة.
- القيام بغير ما تقدَّم ذكرُه من أعمال في زمن السلم والحرب وفقاً لما تقتضيه الظروفُ وطبقاً لأهداف الهلال الأحمر.[6]

## القطاع الخاص
يوفر القطاع الخاص الخدمات الصحية من خلال مرافق صحية في جميع أنحاء المملكة، تشمل المستشفيات والمستوصفات والمختبرات والصيدليات ومراكز العلاج الطبيعي. وفيما يلي المؤشرات الرئيسية التي يقدمها القطاع الخاص في نهاية عام 2000:
- 87 مستشفى مع 8٫485 سريراً، وهو ما يمثل حوالي 19 في المئة من إجمالي عدد أسرة المستشفيات في المملكة.
- 622 مستوصف وعيادة، 785، 45 مختبرات طبية و11 مركزاً للعلاج الطبيعي.
- 273 مخزن للأدوية و3٫208 صيدلية.

زيادة الاستثمارات في صناعة الأدوية والمستلزمات الطبية من الأجهزة الطبية، والمستحضرات الصيدلانية، بالإضافة إلى تشغيل بعض المستشفيات الحكومية والصيانة والتنظيف في جميع المرافق الصحية.
زيادة مساهمة القطاع الخاص في توفير خدمات الرعاية الصحية، حيث ارتفع مرة خارج المريض لمنشآتها من 12.1 في المئة من إجمالي زيارات المرضى الخارجيين في عام 1994 إلى 16.1 في المائة في عام 1998. بالإضافة إلى ذلك ارتفع في المرضى في المستشفيات في المملكة خاصة كنسبة مئوية من مجموع المرضى من 16.6 في المئة في 1994م حتى 27.1 في المئة في عام 1998م.

## المستفيدين
السعوديين والعمالة الوافدة في القطاع العام مؤهلة للحصول على مجموعة شاملة من المزايا من بينها، والصحة العامة، والخدمات الوقائية والتشخيصية والعلاجية والأدوية ومع قليل من الاستثناءات وليس تقاسم التكاليف. وتغطي معظم الخدمات بما في ذلك الدولة من إجراءات الفن القلب والأوعية الدموية وزرع الأعضاء، وعلاج السرطان (بما في ذلك عمليات زرع نخاع العظام). الرعاة / أرباب العمل هي المسؤولة عن دفع لحزمة واسعة من الخدمات للوافدين في القطاع الخاص.
قطاع الصحة خلال العقدين الماضيين، مثل جميع القطاعات الأخرى المشتركة قدرا كبيرا من الدعم والاهتمام لتحسين أداء العاملين مستواها في منشآتها على أساس ضمان الجودة. في عام 1983م وذلك قبل تطبيق الرعاية الصحية الأولية، والخدمات الصحية في شكل خدمات «الطبية الإلكترونية» في المستشفيات والعيادات. تشارك أيضا من خلال برامج الوقاية تقتصر المكاتب ومراكز الرعاية الصحية (صحة الأم والطفل) مراكز صحة الأم والطفل.

## الخدمات الصحية

### مستشفيات منطقة الرياض

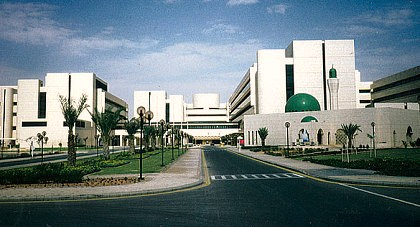
مدينة الملك فهد الطبية

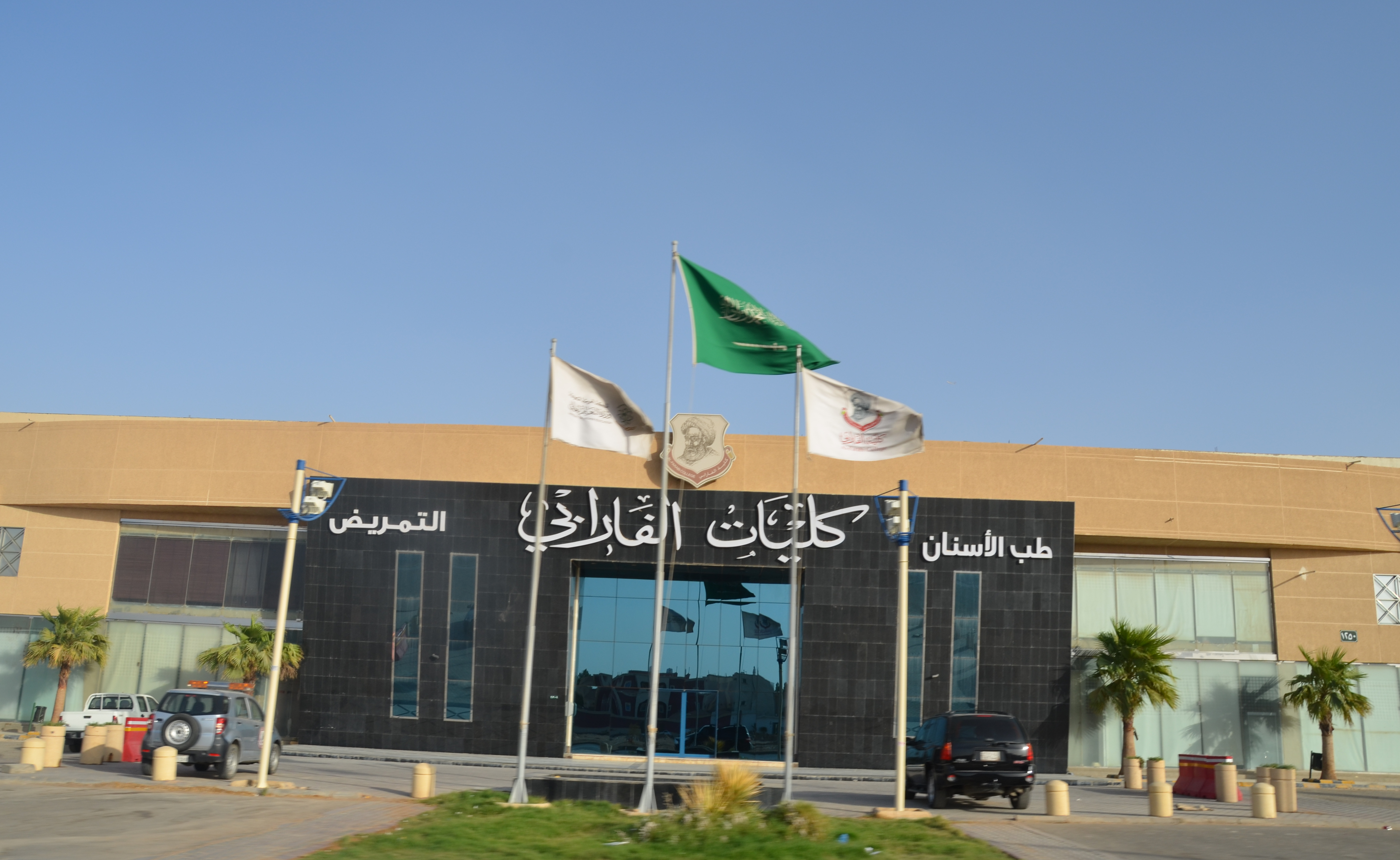
كليات الفارابي لطب الاسنان والتمريض

تضم مدينة الرياض الكثير من المستشفيات الحكومية والخاصة ومنها:

## المستشفيات الحكومية العامة
المستشفيات الحكومية
- مستشفى الملك عبد العزيز الجامعي
- مستشفى الملك خالد الجامعي
- مستشفى الملك خالد التخصصي للعيون
- مستشفى الملك فيصل التخصصي
- مدينة الملك فهد الطبية
- مدينة الملك سعود الطبية
- مدينة الملك عبد العزيز الطبية للحرس الوطني
- مستشفى قوى الأمن
- مستشفى القوات المسلحة
- مستشفى الصحة النفسية - الإشراف على الحالات خارج المستشفى ويتكون من ثلاثة أجزاء، الداخلية والعيادات الخارجية والإسعاف 24 ساعة كما يوجد في الصيدلية للمستشفيات والمعامل.

## المستشفيات الخاصة
بعض المستشفيات الخاصة:
- مجمع الدكتور سليمان الحبيب بالعليا.
- مستشفى الدكتور سليمان الحبيب بالريان.
- مستشفى المملكة.
- مستشفى الحمادي.
- مستشفى دله.
- مستشفى رعاية الرياض.
- مستشفى الدكتور عبد الرحمن المشاري.
- مستشفى المركز التخصصي الطبي.

### مستشفيات منطقة مكة المكرمة
- مستشفى النور التخصصي (مكة المكرمة).
- مستشفى قوى الأمن بمكة المكرمة.
- مدينة الملك عبد الله الطبية بمكة المكرمة.
- مجمع الأمل للصحة النفسية - (جدة).
- مستشفى أضم العام - (جدة).
- مستشفى الثغر - (جدة).
- مستشفى الصحة النفسية - (جدة).
- مستشفى العيون - (جدة).
- مستشفى الملك سعود - (جدة).
- مستشفى الملك عبد العزيز ومركز الأورام - (جدة).
- مستشفى الملك فهد - (جدة).
- مستشفى الولادة والأطفال بالعزيزية - (جدة).
- مستشفى الولادة والأطفال بالمساعدية - (جدة).
- مستشفى رابغ العام - (رابغ).
- مستشفى الليث العام - (الليث).
- مستفى الملك فيصل بالطائف.
- مستشفى الملك عبد العزيز التخصصي بالطائف.
- مستشفى الأمير منصور بالطائف.
- مستشفى الهدا للقوات المسلحة بالطائف.
- مستشفى الأمير سلطان بالطائف.
- مستشفى الأطفال بالطائف.
- مستشفى الصحة النفسية بالطائف.

### مستشفيات منطقة القصيم
يوجد بالمنطقة العديد من المستشفيات والمراكز الصحية التي تقدم خدماتها العلاجية والوقائية للمواطنين والوافدين وزوار المنطقة ومنها ما يتبع وزارة الصحة ومنها ما يتبع القطاعات العسكرية بالدولة، وتتركز أكثرها وأهمها في مدينة بريدة (العاصمة الإدارية للمنطقة)، ومن أبرز تلك المستشفيات:
- مستشفى الملك فهد التخصصي ببريدة.
- مستشفى بريدة المركزي.
- مركز صحي قوى الأمن بوزارة الداخلية ببريدة.
- مستشفى الدكتور سليمان الحبيب ببريدة.
- مستشفى القصيم الوطني ببريدة.
- مستشفى الملك سعود بعنيزة.
- مستشفى الصحة النفسية.
- مستشفى الولادة والأطفال.
- مركز الأمير سلطان للقلب.
- مستشفى الوفاء بعنيزة.
- مستشفى الفريح للنساء والولادة ببريدة.
- مستشفى المذنب العام

## إدخال التأمين الصحي
في عام 2005م كان التأمين الصحي الإجباري لجميع المقيمين غير السعوديين الذين يعملون في البلاد بموجب قانون الضمان الصحي التعاوني. وفي عام 2008م تم تمديد هذا العمل ليشمل المواطنين السعوديين العاملين في القطاع الخاص. وتشمل إنفاذها من هذه التغطية الإجبارية غرامات على الشركات غير المتوافقة ورفض تجديد تصاريح العمل دون تأمين. وتوجد الآن حوالي 28 شركة تأمين صحي تعاوني تعمل في المملكة.

## التأمين الوطني
في 29 أكتوبر 2023 أعلن وزير الصحة السعودي فهد الجلاجل، خلال ملتقى الصحة العالمي في الرياض، عن اقتراب إطلاق «التأمين الوطني» الصحي للمواطنين، وذلك عبر التجمعات الصحية التي تعد هي الشبكات للتأمين، وكل مواطن ستكون له شبكة، وهذه الشبكة هي التجمع الذي سيُطلق من «شركة الصحة القابضة» في المرحلة الثانية التي ستبدأ في منتصف 2024، وستستغرق سنتين حتى استكمال نقل جميع التجمعات إلى «شركة الصحة القابضة»، ومن ثم سيبدأ «التأمين الوطني». وذكر الجلاجل أن أبرز مزايا التأمين الوطني: أنه ممول من الدولة، وليس له تجديد سنوي، ويستمر مدى الحياة، وليس له حد أو سقف، واستمرار التغطية كاملة للمواطن مهما كانت الإجراءات، كما لا يتطلب موافقات مسبقة.